# St. Georg (Ulm)
Die Kirche St. Georg in Ulm wurde von 1902 bis 1904 als römisch-katholische Garnisonkirche südlich des Alten Friedhofs an der Olgastraße nach einem Entwurf des Architekten Max Meckel erbaut. Heute ist sie die Pfarrkirche der 1920 errichteten katholischen Pfarrgemeinde St. Georg. Das Eigentum an der Kirche ging 1962 von der Bundesrepublik Deutschland auf die Pfarrgemeinde über. Das neogotische Bauwerk steht unter Denkmalschutz.

## Architektur

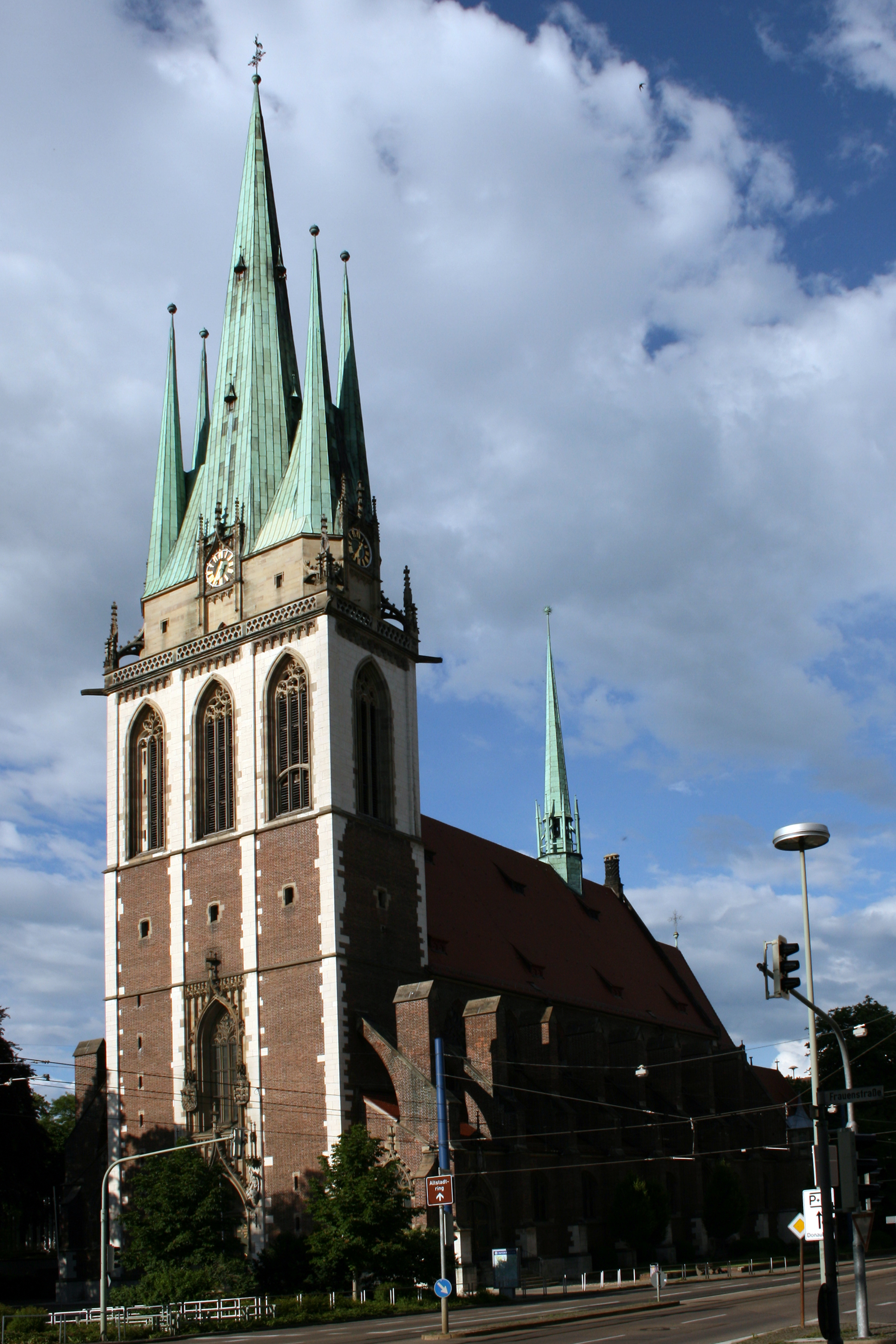
St. Georg

Meckel griff bei seinem Entwurf auf Formen der Spätgotik zurück und verband sie mit zeitgenössischen und eigenen Vorstellungen. Als eine der wenigen heute noch fast unveränderten Kirchenbauten der Neugotik wurde sie daher als Kulturdenkmal von besonderer Bedeutung in das Denkmalbuch Baden-Württembergs eingetragen. Die Renovierungen von 1977 bis 1983 und von 1993 bis 1995 beschränkten sich auf Auffrischung, Instandsetzung und Wiederherstellungen.

### Bau
Der Bau ist als dreischiffige Basilika ausgeführt, wobei das Mittelschiff ungewöhnlich breit, die Seitenschiffe dagegen sehr schmal sind. Als Hauptbaumaterial wurden Handstrichbacksteine mit weißer Ausfugung verwandt, das Dach ist mit Biberschwänzen, die Turmhelme mit Kupferblech gedeckt. Dach und Turmhelme ruhen auf Dachstühlen aus Eisen und haben eine Höhe von 38 m (Dach) bzw. 86 m (Turm). Der Turm steht in voller Breite vor dem Mittelschiff.

### Inneres

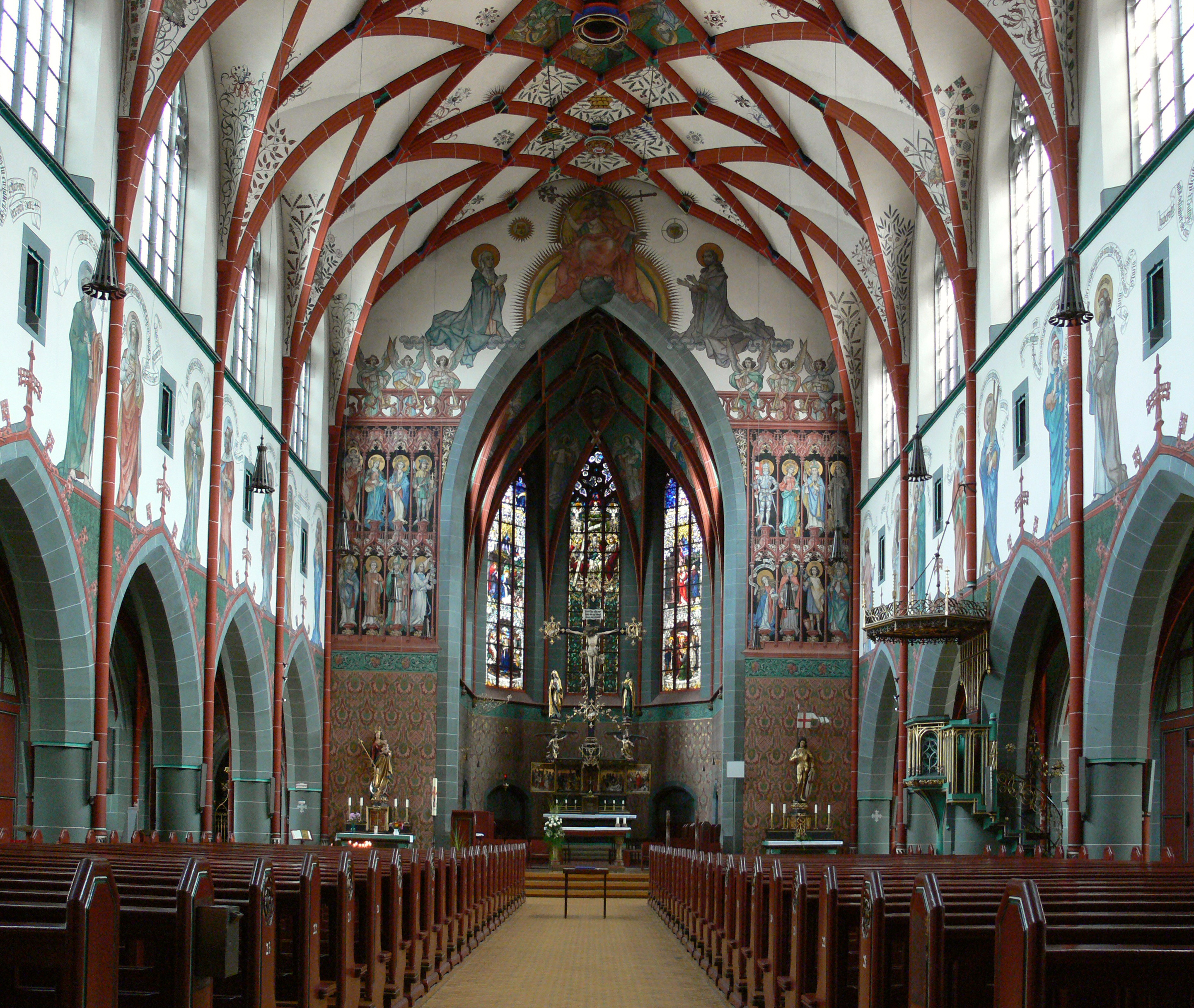
Inneres, Blick zum Chor

Das Kircheninnere ist ausgemalt. Der Hochaltar ist wie ein spätgotischer Flügelaltar gestaltet, die Figuren sind gotischen Vorbildern nachempfunden. Für die Figuren der Seitenaltäre waren die Maria des Bordesholmer Altars im Schleswiger Dom und St. Georg vom Hauptaltar der gleichnamigen Kirche in Nördlingen Vorbilder.
An die ursprüngliche Funktion als Garnisonkirche erinnert das Bildprogramm an der Decke im Mittelschiff. Zwei stilisierte Eichbäume als „Sinnbild deutscher Treue“, in deren Laub sich die Wappen der Bundesstaaten des  1871 gegründeten Deutschen Reichs reihen, durchlaufen den Gewölbescheitel.

## Einweihung
Bericht in der Ulmer Bilder-Chronik über die Einweihung der Kirche:

„1904, 8. November. Einweihung der neuen katholischen Garnisonskirche. Am Vorabend läuten sämtliche Glocken. Ein Bläserchor leitet mit einem Choral vom Kirchturm den Festmorgen ein. Um 8 Uhr Beginn der heiligen Weihe durch Bischof und Klerus. Begrüßung des Königs am Hauptportal durch den Bischof und Baudirektor Meckel. 10 Uhr 30 zieht der König mit Gefolge in die Kirche ein, ihm folgen die anwesenden Minister, der kommandierende General, die Generalität, Abordnungen der Truppenteile und die geladenen Gäste. Der Bischof hält die Festrede, worauf die Amtseinsetzung des neuen Garnisonspfarrers erfolgt. Pontifikalmesse und Te Deum beenden die Feier, an die sich eine Besichtigung der Kirche anschließt.“

## Glocken
Im Turm hängen vier Glocken, wovon drei das Hauptgeläut bilden.
| Nr. | Schlagton | Gießer, Gussort                           | Gussjahr |
| --- | --------- | ----------------------------------------- | -------- |
| 1   | cis1      | Glockengießerei Gebhard, Kempten (Allgäu) | 1953     |
| 2   | dis1      | Glockengießerei Gebhard, Kempten (Allgäu) | 1953     |
| 3   | fis1      | Glockengießerei Gebhard, Kempten (Allgäu) | 1953     |
| 4   | gis1      | ?                                         | ?        |

## Walcker-Orgel

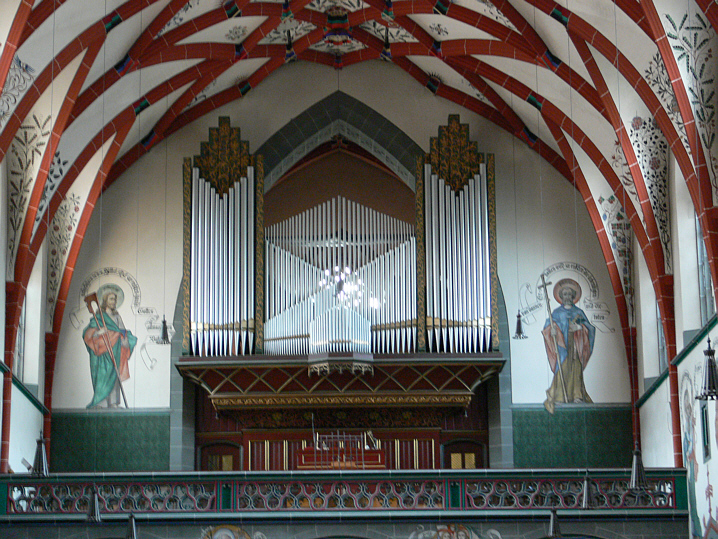
Walcker-Orgel

Die Orgel wurde 1904 von Orgelbaumeister Eberhard Friedrich Walcker in Ludwigsburg erbaut. 1964 wurde das Instrument durch die Orgelbauwerkstatt Reiser in Biberach umstrukturiert. 2004 restaurierte die schweizerische Werkstatt Orgelbau Kuhn in Männedorf das Instrument und führte es auf den Ursprungszustand von 1904 zurück.
Die Orgel hat 45 Register und zwei Transmissionen. Das Pfeifenwerk ist weitestgehend original erhalten. Die Spieltrakturen sind mechanisch-pneumatisch, die Registertrakturen pneumatisch. Die Windladen sind als Kegelladen ausgeführt.
| I Hauptwerk C–g3 |               |        |
| 01.              | Principal     | 16′    |
| 02.              | Principal     | 08′    |
| 03.              | Fugara        | 08′    |
| 04.              | Hohlflöte     | 08′    |
| 05.              | Bourdon       | 08′    |
| 06.              | Dulciana      | 08′    |
| 07.              | Octav         | 04′    |
| 08.              | Rohrflöte     | 04′    |
| 09.              | Octav         | 02′    |
| 10.              | Mixtur IV     | 02 ⁄3′ |
| 11.              | Cornett III-V | 08′    |
| 12.              | Trompete      | 08′    |
| 13.              | Clairon       | 04′    |

| II Oberwerk C–g3 |                 |     |
| 14.              | Quintatön       | 16′ |
| 15.              | Flötenprincipal | 08′ |
| 16.              | Viola di Gamba  | 08′ |
| 17.              | Liebl. Gedackt  | 08′ |
| 18.              | Concertflöte    | 08′ |
| 19.              | Salicional      | 08′ |
| 20.              | Principal       | 04′ |
| 21.              | Flauto amabile  | 04′ |
| 22.              | Piccolo         | 02′ |
| 23.              | Mixtur IV       | 02' |
| 24.              | Oboe            | 08′ |

| III Schwellwerk C–g3 |                 |        |
| 25.                  | Liebl. Gedackt  | 16′    |
| 26.                  | Geigenprincipal | 08′    |
| 27.                  | Gemshorn        | 08′    |
| 28.                  | Bourdon         | 08′    |
| 29.                  | Flauto amabile  | 08′    |
| 30.                  | Quintatön       | 08′    |
| 31.                  | Aeoline         | 08′    |
| 32.                  | Vox celeste     | 08′    |
| 33.                  | Fugara          | 04′    |
| 34.                  | Traversflöte    | 04′    |
| 35.                  | Flautino        | 02′    |
| 36.                  | Cymbel III      | 02 ⁄3′ |
| 37.                  | Clarinette      | 08′    |

| Pedal C–f1 |                        |         |  |
| 38.        | Principal              | 16′     |  |
| 39.        | Subbass                | 16′     |  |
| 40.        | Violonbass             | 16′     |  |
| 41.        | Gedecktbass (= Nr. 25) | 16′     |  |
| 42.        | Quintbass              | 10 2⁄3′ |  |
| 43.        | Octavbass              | 08′     |  |
| 44.        | Violon                 | 08′     |  |
| 45.        | Sanftbass (= Nr. 29)   | 08′     |  |
| 46.        | Octav                  | 04′     |  |
| 47.        | Posaunenbass           | 16′     |  |

- Koppeln: II/I, III/I, III/II, I/P, II/P, III/P.
- Spielhilfen: 5×500-fache Setzeranlage, Tutti, Crescendowalze, Calcant.